# Neospora caninum
Neospora caninum ist ein parasitisch lebender Einzeller, dessen Endwirte Hunde, Wölfe, Dingos und Kojoten sind. Er kommt weltweit vor und ist der Erreger der Neosporose. Der Parasit wurde erstmals 1984 in Norwegen beobachtet. Die Erstbeschreibung als eigene Art erfolgte 1988.
N. caninum ähnelt in seinem Aussehen dem Toxoplasmose-Erreger Toxoplasma gondii. Die Tachyzoiten sind 3–8 µm × 1–5 µm groß und von halbmondförmiger Gestalt. Die Zysten sind rund oder spindelförmig, nicht gekammert, bis zu 110 µm groß und enthalten mehrere Hundert Bradyzoiten. Die Bradyzoiten sind 6–10 µm × 1–1,8 µm groß.

## Entwicklungszyklus
Die Endwirte infizieren sich vor allem über die Aufnahme von Zysten im Fleisch von Zwischenwirten. Im Dünndarm werden daraus Bradyzoiten freigesetzt, die in die Darmepithelzellen eindringen und sich darin mittels Schizogonie vermehren und Schizonten bilden. Vermutlich entstehen aus den Schizonten Makro- und Mikrogameten, die sich zu Oozysten vereinigen, die über den Kot des Hundes ausgeschieden werden. In der Außenwelt sporulieren die Oozysten und bilden zwei Sporozysten mit vier Sporozoiten. Die Infektion von Zwischenwirten erfolgt durch die Aufnahme sporulierter Oozysten über kontaminiertes Futter. Als Zwischenwirte fungieren Rinder, andere Wiederkäuer und zahlreiche andere Pflanzenfresser, aber auch Hunde selbst. Im Zwischenwirt dringen die Sporozoiten in Darmepithelzellen und später in viele weitere Zelltypen ein, wo sie sich zu Tachyzoiten entwickeln, welche sich asexuell über Endodyogenie vermehren. Bei Rindern kann der Parasit die Plazentaschranke überwinden und den Fetus infizieren. Im ersten und zweiten Trächtigkeitsdrittel führt das meist zu Fehlgeburten, während Infektionen im dritten meist ohne Symptomatik verlaufen. Weibliche Tiere können aber, wenn sie später selbst tragend werden, den Erreger wiederum an ihre ungeborenen Nachkommen weitergeben.